# N-乙基全氟辛磺酰胺
N-乙基全氟辛磺酰胺（N-EtFOSA）是一种有机化合物，化学式为C10H6F7NO2S，它是一种全氟烷基化合物，用作殺蟲劑。它经生物途径主要转化为全氟辛烷磺酸（PFOS），部分转化为全氟辛酸（PFOA）。

N-EtFOSA至PFOS的生物转化途径